# МОДПиК
МОДПиК (Московское общество драматических писателей и композиторов) — общество драматических писателей и композиторов с центром в Москве.

## История
Существовало с 1904 по 1930 годы. Возникло в результате раскола в 1904 году Общества русских драматических писателей и оперных композиторов. В 1930 году, МОДПиК, наряду с Драмсоюзом, вошло во Всероскомдрам.
Общество занималось охраной авторских прав своих членов и сбором установленных авторских отчислений со спектаклей и прочих публичных представлений. Имело сеть агентов (уполномоченных), которая охватывала всю страну.
В 1926 году было образовано Ленинградское отделение МОДПИК, просуществовавшее до 1929 года. Целью была материальная помощь авторам литературных и музыкальных сочинений для эстрады.
При обществе существовала киносекция, также МОДПиК имел одноименное книжное издательство.

## Администрация, сотрудники, авторы
- Булгаков, Михаил Афанасьевич[4];
- Зенкевич, Павел Болеславович[5][6] — член правления[7];
- Луначарский, Анатолий Васильевич — руководитель, автор;
- Маяковский, Владимир Владимирович;
- Мравинский, Евгений Александрович[7];
- Шостакович, Дмитрий Дмитриевич[7].